# Самон Крик (Вашингтон)
Самон Крик (енгл. Salmon Creek) насељено је место без административног статуса у америчкој савезној држави Вашингтон.

## Демографија
По попису из 2010. године број становника је 19.686, што је 2.919 (17,4%) становника више него 2000. године.
| Група             | 2000.          | 2010.          |
| Белци             | 14.798 (88,3%) | 16.460 (83,6%) |
| Афроамериканци    | 211 (1,3%)     | 305 (1,5%)     |
| Азијати           | 417 (2,5%)     | 783 (4,0%)     |
| Хиспаноамериканци | 806 (4,8%)     | 1.289 (6,5%)   |
| Укупно            | 16.767         | 19.686         |